# أمبروسيا (فريق روك)
أمبروسيا (بالإنجليزية: Ambrosia) فريق لموسيقى الروك الأمريكية، تشكل في لوس أنجلوس بولاية كاليفورنيا في عام 1970. كان لفريق أمبروسيا خمسة أغاني على قوائم أفضل 40 أغنية فردية تم إصدارها بين عامي 1975 و1980. ظل معظم أعضاء الفريق الأصليين نشطين بشكل مستمر لأكثر من 25 عامًا حتى يومنا هذا. يقوم فريق أمبروسيا حاليًا بجولات دولية.

## أعضاء الفريق
- جو بويرتا: غناء – جيتار باس.
- بيرلي دروموند: طبول.
- كريستوفر نورث: لوحات المفاتيح (كيبورد).
- دوغ جاكسون: غناء – جيتار.
- كين ستايسي: غناء – جيتار.
- ماري هاريس: غناء – لوحات مفاتيح (كيبورد).[2]

## ألبومات الفريق
أمبروسيا (1975) Ambrosia.
في مكان ما لم أسافر إليه أبدًا (1976) Somewhere I've Never Travelled.
الحياة بعد لوس أنجلوس (1978) .Life Beyond L.A.
واحد وثمانون (1980) One Eighty.
جزيرة رود (1982) Road Island.

## أهم أغاني الفريق
انتظر حتى أمس (1975) Holding On To Yesterday.
كم أشعر (1978) How Much I Feel.
أكبر جزء مني (1980) Biggest Part of Me.
أنت المرأة الوحيدة (أنت وأنا) (1980) (You're the Only Woman (You & I.

## وصلات خارجية
أمبروسيا (فريق روك) على موقع ميوزك برينز (الإنجليزية)
- أمبروسيا (فريق روك) على موقع أول ميوزيك (الإنجليزية)
- أمبروسيا (فريق روك) على موقع ديسكوغز (الإنجليزية)